# Калошевић (Теслић)
Калошевић је насељено мјесто у општини Теслић, Република Српска, БиХ. Према попису становништва из 1991. године у насељу је живјело 1.091 становника.

## Историја
Насеље Калошевић се до рата у Босни и Херцеговини (1992–1995) у цјелини налазило у саставу општине Тешањ.

## Становништво
| Националност       | 2013. | 1991.          | 1981.        | 1971.        | 1961. | 1953. | 1948. |
| Муслимани          | –     | 1.053 (96,52%) | 944 (94,59%) | 722 (97,96%) | –     | –     | –     |
| Срби               | –     | 25 (2,291%)    | 16 (1,603%)  | 14 (1,900%)  | –     | –     | –     |
| Југословени        | –     | 11 (1,008%)    | 35 (3,507%)  | –            | –     | –     | –     |
| Хрвати             | –     | 2 (0,183%)     | 1 (0,100%)   | 1 (0,136%)   | –     | –     | –     |
| остали и непознато | –     | –              | 2 (0,200%)   | –            | –     | –     | –     |
| Укупно             | 27    | 1.091          | 998          | 737          | –     | –     | –     |

| Демографија | Демографија | Демографија |
| Година      | Становника  | Становника  |
| ----------- | ----------- | ----------- |
| 1971.       | 737         |             |
| 1981.       | 998         |             |
| 1991.       | 1.091       |             |
| 2013.       | 27          |             |